# Gare de Bexley
La gare de Bexley (en anglais : Bexley railway station), est une gare ferroviaire de la Dartford Loop Line (en), en zone 6 Travelcard. Elle  est située sur la Station Approach à Bexley, dans le borough londonien de Bexley, sur le territoire du Grand Londres.
C'est une gare Network Rail desservie par des trains Southeastern.

## Situation ferroviaire
Établie à 17 mètres d'altitude, La gare de Bexley est située sur la Dartford Loop Line (en), entre les gares d'Albany Park, en direction du terminus Hither Green, et de Crayford, en direction du terminus gare de Dartford (en). Elle dispose de deux voies encadrées par deux quais latéraux.

Plans : de la ligne et du réseau des transports à Londres
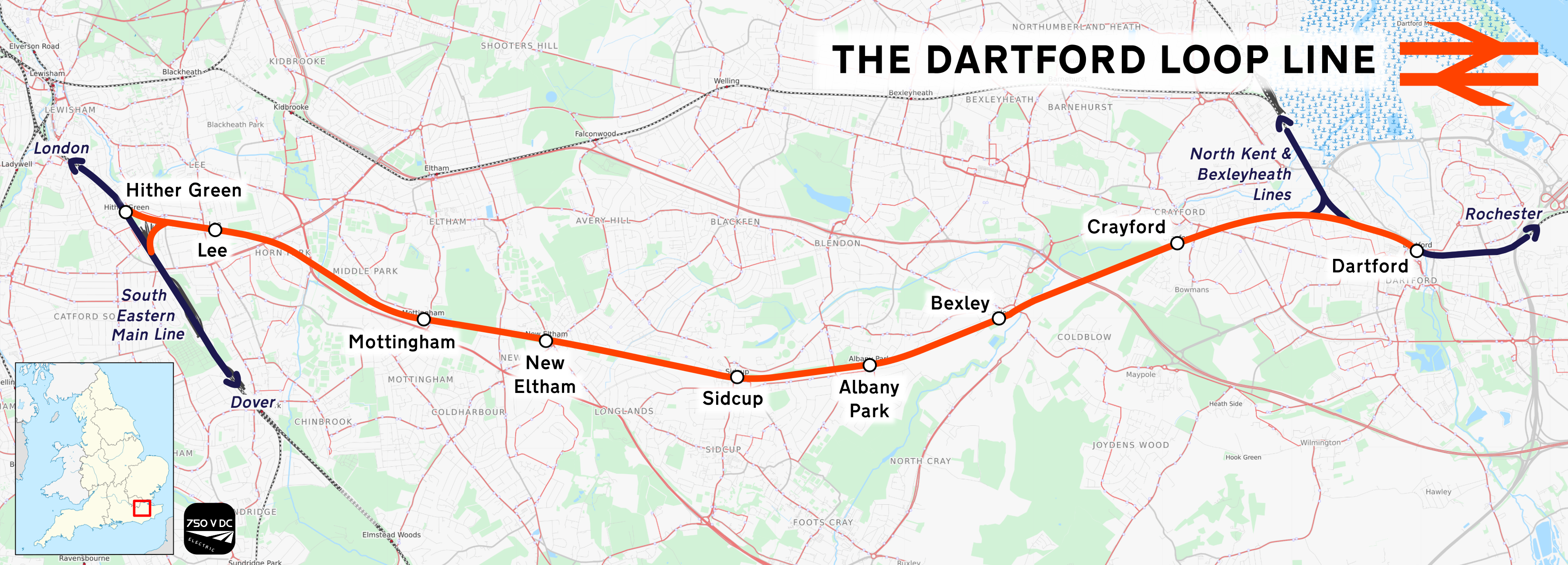
Dartford Loop Line.
Réseaux de Londres.

## Histoire
La gare de Bexley est mise en service le 1er septembre 1866.

## Service des voyageurs

### Accueil
La gare dispose d'une entrée principale sur la Station Approach à Bexley.

### Desserte
La gare de Bexley est desservie par : des trains Southeastern en provenance ou à destination des gares de : Cannon Street, Charing Cross, Gravesend et Woolwich Arsenal.

Installations
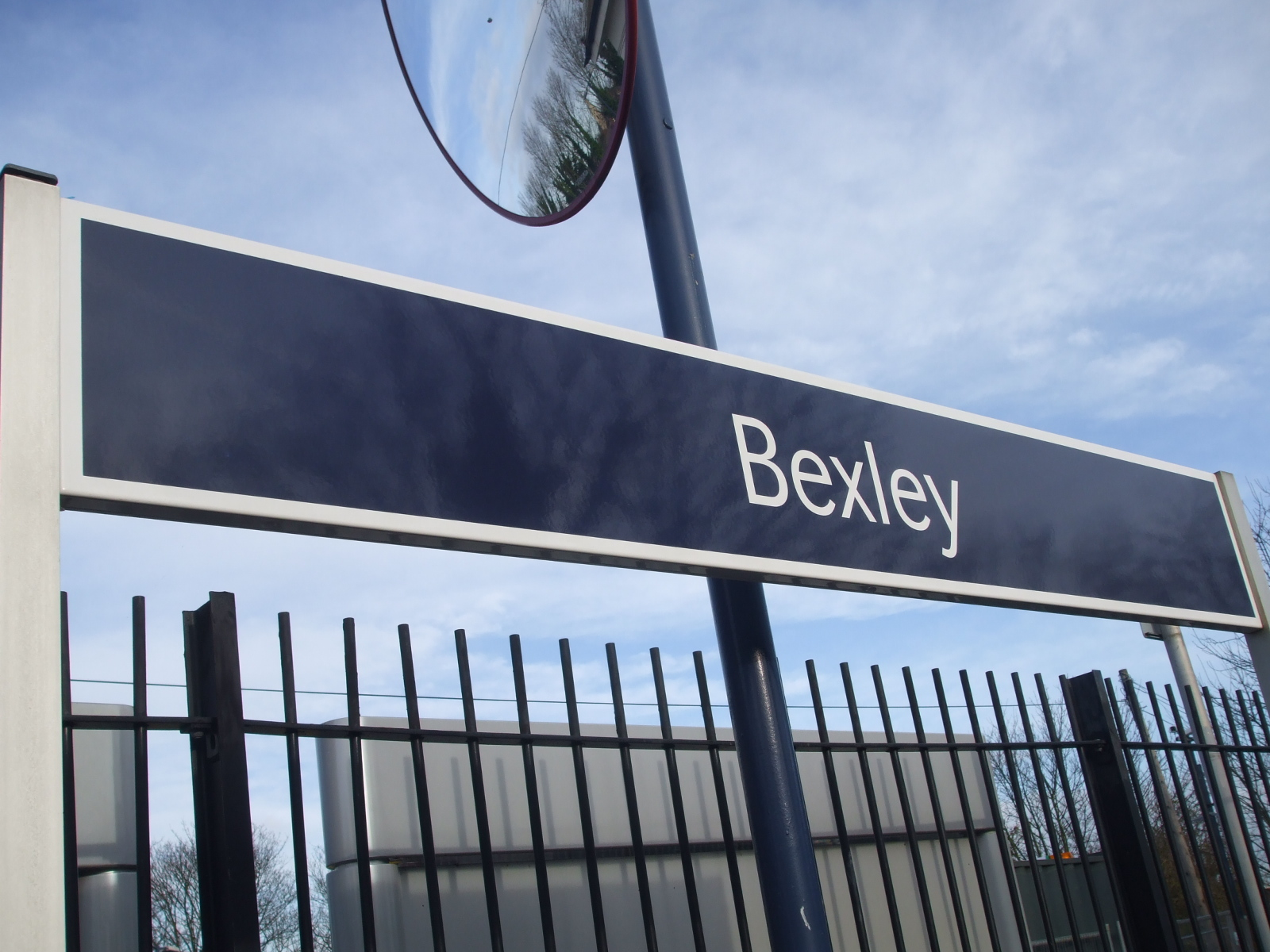
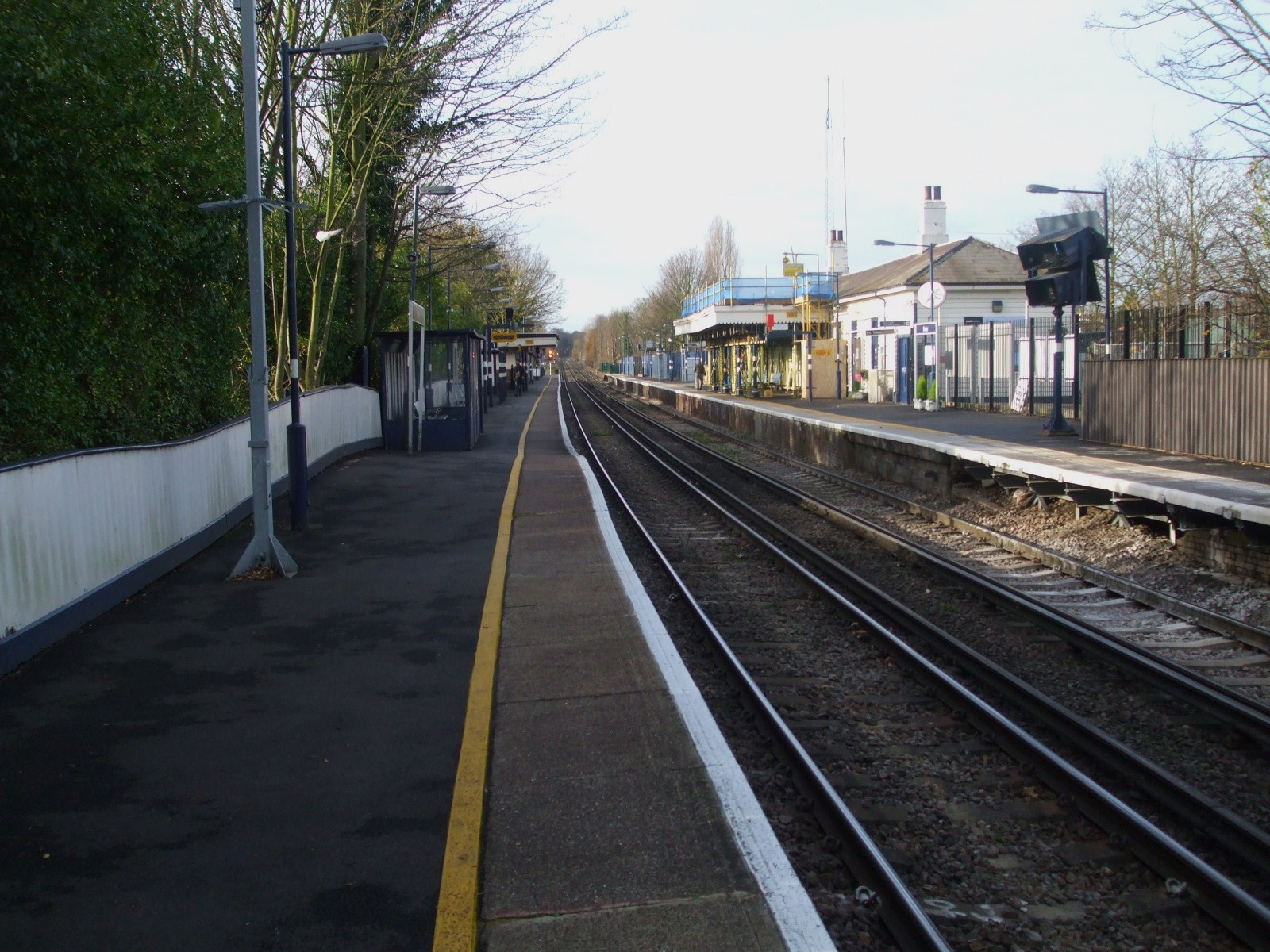
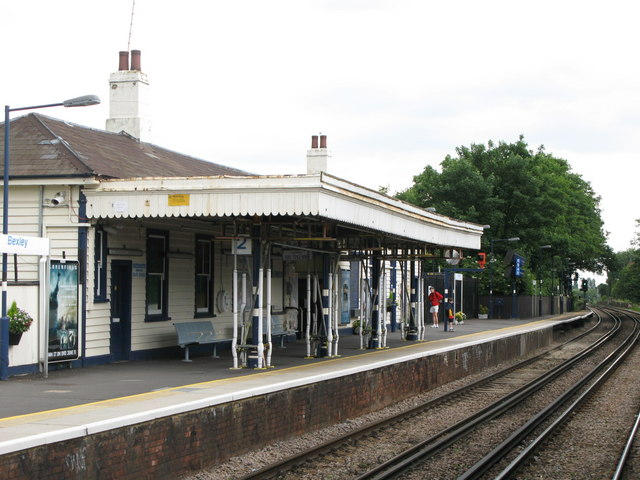

### Intermodalité
Elle est desservie par des autobus de Londres des lignes : 132, 229, 669 et N21.